# Pytho nivalis
Pytho nivalis är en skalbaggsart som beskrevs av Lewis 1888. Pytho nivalis ingår i släktet Pytho och familjen barkplattbaggar. Inga underarter finns listade i Catalogue of Life.